# Pardosa tristiculella
Pardosa tristiculella là một loài nhện trong họ Lycosidae.
Loài này thuộc chi Pardosa. Pardosa tristiculella được Carl Friedrich Roewer miêu tả năm 1951.